# 永漋镇
永漋镇，是中华人民共和国湖北省荆门市京山市下辖的一个乡镇级行政单位。

## 行政区划
永漋镇下辖以下地区：
永隆街社区、杨丰街社区、同益村、青龙庵村、青年村、张家岭村、满天星村、卢相台村、公益村、张常台村、红旗村、贾家台村、刘家榨村、群力村、石板巷村、曾口村、陶家岭村、马家岭村、石女山村、古城口村、杨家浲村/杨家丰村、黎家大岭村、高湖街村、黎家垸村、绿化村、上陈桥村、红光村、新河口村、樊家巷村、下陈桥村、严家墩村和聂畈村。